# サイラス・ホーガン
サイラス・ホーガン (Silas Hogan、1911年9月15日 – 1994年1月9日）は、アメリカ合衆国のブルース・ミュージシャンである。スワンプ・ブルース、ルイジアナ・ブルースをプレイした。彼の最も著名なレコーディングには「Airport Blues」、「Lonesome La La」がある。ルイジアナ・ブルースの殿堂入りをしている。

## 来歴
ホーガンは十代だった1920年代にギターに地元でミュージシャンとして名を馳せていた叔父からギターを教わった。1930年代後半頃にはレギュラーでライヴ活動を始める。彼はジミー・リード、レイジー・レスター、スリム・ハーポといった人たちに影響を受けた。1950年代初頭までに彼はバトンルージュに居を移し、フェンダーのエレクトリック・ギターを入手して、リズム・ランブラーズを結成した。メンバーは、アイザヤ・チャップマン（リード・ギター）、ジミー・ドットソン（ドラムス）、シルヴェスター・バックリー（ハーモニカ）といった面々であった。彼らは10年近くに渡り共に活動し、バトンルージュのブルース・サウンドの発展に寄与した。1959年から60年にかけて、彼らはドットソンのバック・バンドとしてレコーディングし、シングルがジン（Zynn）、ロッコからそれぞれ1枚ずつリリースとなっている。
ホーガンは、自己名義としては初となるレコーディングを1961年にオペルーサスで経験した。3曲がレコーディングされたものの、当時はリリースとはならず、1970年代になってからうち2曲がサニーランドおよびフライライトのコンピレーション・アルバムで初めて陽の目を見ている。
翌年ホーガンが51歳だった1962年、スリム・ハーポが彼をクロウリーを拠点とする音楽プロデューサーのジェイ・ミラーに紹介した。ミラーはスワンプ・ブルースへの世間の関心が薄れ始めていた時期にエクセロ・レコードの事務所を通し、彼のレコーディング・キャリアをスタートさせた。そんな状況にもかかわらず、1965年までの約3年の間にホーガンのシングルは8枚リリースとなっている。エクセロでのレコーディングの多くはクロウリーで行なわれ、その殆どにハーモニカ・プレイヤーのモーゼズ・"ウィスパリング"・スミスが参加している。
1965年、ミラーとレーベルの新しいオーナーとの意見の不一致が原因となり、ホーガンのレコード契約は突如終了することとなった。。契約を失ってしまったホーガンはバンドを解散し、以前在籍していたエクソンの製油所でのフルタイムの仕事に戻った。1970年代の後半に、彼はアーフーリー、ブルー・ホライゾンにいくつかのトラックをレコーディングし、演奏活動も再開している。
ホーガンは1980年代は主にアーサー・"ギター"・ケリーと演奏活動を続けた。1988年には新しいアルバムもレコーディングしており、1989年に『The Godfather』と題して、ブルース・サウス・ウェスト・レーベルからリリースとなっている。
1994年1月9日、ホーガンは心臓病により82歳で死去した。
ドラマーのサム・ホーガンは彼の息子であり、父親のエクセロのレコードを始め、ロンサム・サンダウンなどのレコーディングでもプレイしている。

## ディスコグラフィー

### オリジナル・アルバム
| 年     | タイトル                   | レーベル         |
| ------ | -------------------------- | ---------------- |
| 1972年 | 『Trouble』                | Excello          |
| 1989年 | 『The Godfather』          | Blues South West |
| 1989年 | 『I'm A Free Hearted Man』 | Flyright         |

### コンピレーション・アルバム（ホーガン名義）
| 年     | タイトル                                         | レーベル     |
| ------ | ------------------------------------------------ | ------------ |
| 1971年 | 『Trouble At Home』                              | Blue Horizon |
| 1995年 | 『Trouble: Best Of The Excello Masters』         | Excello/AVI  |
| 1995年 | 『So Long Blues』                                | Ace          |
| 1999年 | 『Louisiana Swamp Blues, Vol. 6: The Godfather』 | Wolf Records |

### コンピレーション・アルバム（V.A. - ホーガンの楽曲収録）
| 年     | タイトル                                            | レーベル  | 収録曲                                         |
| ------ | --------------------------------------------------- | --------- | ---------------------------------------------- |
| 1970年 | 『Louisiana Blues』                                 | Arhoolie  | 「Rats And Roaches In My Kitchen」             |
| 1970年 | 『Gulf Coast Blues』                                | Sunnyland | 「Let Me Be Your Hatchett」、「Born In Texas」 |
| 1974年 | 『Those Old Happy Days 1960's Blues From The Gulf』 | Flyright  | 「Let Me Be Your Hatchett」、「Born In Texas」 |
| 1976年 | 『Gonna Head for Home』                             | Flyright  | 「I'm A Free-Hearted Man」                     |
| 1976年 | 『Rooster Crowed for Day』                          | Flyright  | 「My Baby Walked Out」、「Tell Me Baby」       |
| 1999年 | 『The Excello Story, Vol. 4: 1961–1975』            | Hip-O     | 「Trouble At Home Blues」                      |
| 2002年 | 『Genuine Excello R&B』                             | Ace       | 「Go On Pretty Baby」                          |

### シングル
| 年     | タイトル                                                 | レーベル        |
| ------ | -------------------------------------------------------- | --------------- |
| 1962年 | 「You're Too Late Baby」 / 「Trouble At Home Blues」     | Excello 45-2221 |
| 1963年 | 「I'm Gonna Quit You Pretty Baby」 / 「Airport Blues」   | Excello 45-2231 |
| 1963年 | 「I'm Goin' In The Valley」 / 「Lonesome La La」         | Excello 45-2241 |
| 1964年 | 「Dark Clouds Rollin'」 / 「I'm In Love With You Baby」  | Excello 45-2251 |
| 1964年 | 「Just Give Me A Chance」 / 「Everybody Needs Somebody」 | Excello 45-2255 |
| 1965年 | 「Baby Please Come Back To Me」 / 「Out And Down Blues」 | Excello 45-2266 |
| 1965年 | 「Every Saturday Night」 / 「So Long Blues」             | Excello 45-2270 |
| 1965年 | 「 If I Ever Needed You Baby」 / 「Early One Morning」   | Excello 45-2271 |